# Economía de Groenlandia

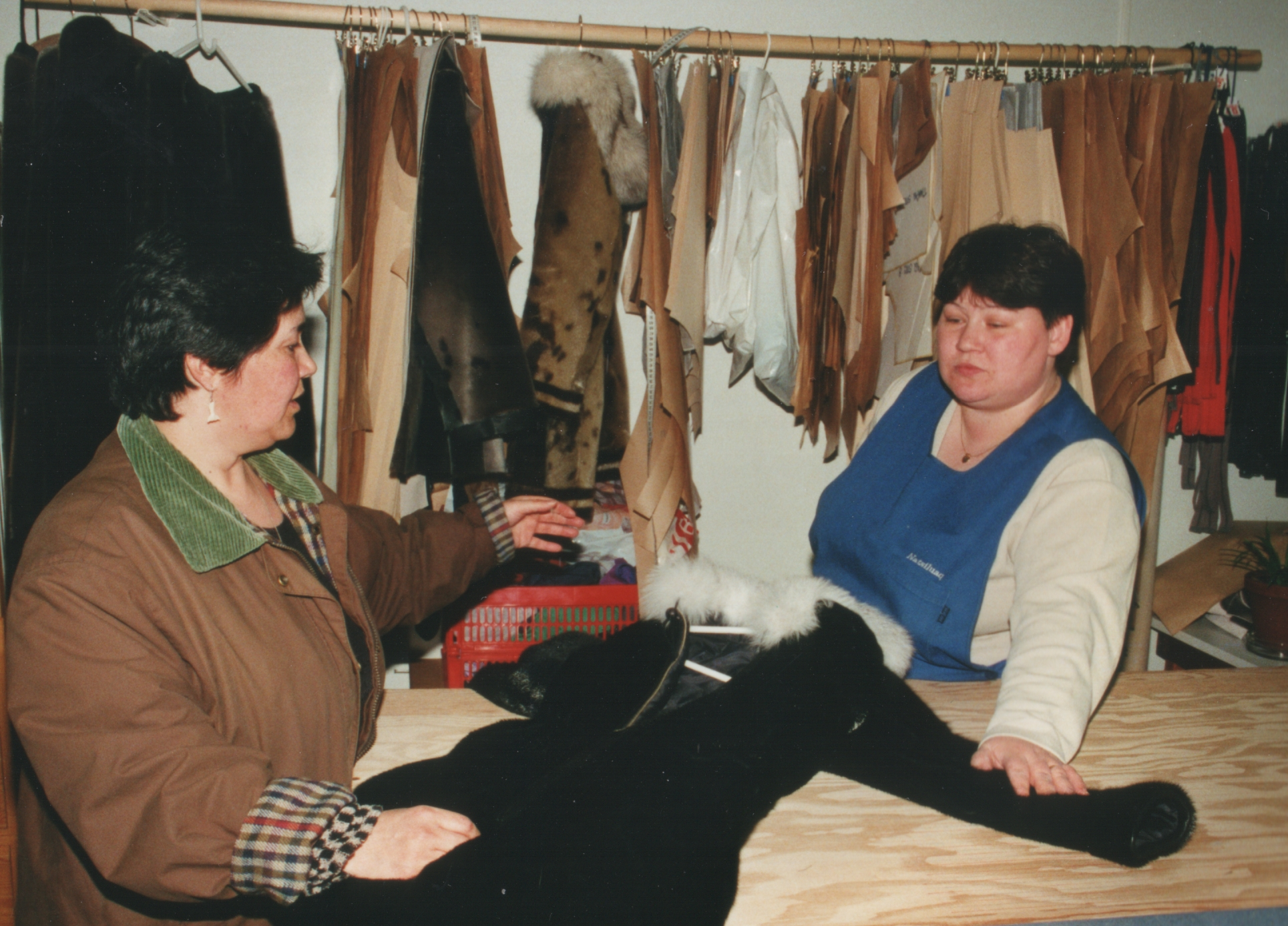
Comércio de pieles en Groenlandia (1999)

La economía de Groenlandia pese a ser de altos ingresos, se caracteriza por ser pequeña, mixta y vulnerable. La economía de Groenlandia consta de un gran sector público y un amplio comercio exterior. Esto ha resultado en una economía con períodos de fuerte crecimiento, inflación considerable, problemas de desempleo y una dependencia extrema de la entrada de capital del Gobierno del Reino.

El PIB per cápita está cerca del promedio de las economías europeas, pero la economía depende críticamente del apoyo sustancial del gobierno danés, que proporciona alrededor de la mitad de los ingresos del Gobierno autónomo, que a su vez emplea a 10.307 groenlandeses de 25.620 actualmente en empleo (2015). No obstante, el desempleo sigue siendo elevado y el resto de la economía depende de la demanda de exportaciones de camarón y pescado.
- Datos: Q2457614
- Multimedia: Economy of Greenland / Q2457614